# Ремагенський міст (фільм)
«Ремагенський міст» (англ. The Bridge at Remagen) — американський військовий фільм 1969 року.
У фільмі знімалися Джордж Сігал, Роберт Вон і Бен Газзара. Сюжет фільму заснований на книзі американського письменника і депутата Кена Хечлера.

## Сюжет
Фільм був знятий в Чехословаччині і розповідає про бої за міст Людендорфа через Рейн в березні 1945 року. В результаті боїв американських військ з німецькими міст був захоплений неушкодженим і використовувався союзниками. У фільмі піднімаються проблеми самопожертви, допустимого ризику та допустимих втрат.

## У ролях
- Джордж Сігал
- Роберт Вон
- Бен Газзара
- Бредфорд Діллман